# Воля-Рудзька
Воля-Рудзька (пол. Wola Rudzka) — село в Польщі, у гміні Ополе-Любельське Опольського повіту Люблінського воєводства.
Населення — 160 осіб (2011).

## Демографія
Демографічна структура станом на 31 березня 2011 року:
|          | Загалом | Допрацездатний вік | Працездатний вік | Постпрацездатний вік |
| -------- | ------- | ------------------ | ---------------- | -------------------- |
| Чоловіки | 69      | 8                  | 53               | 8                    |
| Жінки    | 91      | 25                 | 47               | 19                   |
| Разом    | 160     | 33                 | 100              | 27                   |